# 6174 Polybius
6174 Polybius (1983 TR2) là một tiểu hành tinh vành đai chính được phát hiện ngày 4 tháng 10 năm 1983 bởi N. G. Thomas ở Flagstaff.